# Сосновка (Горьковский район)
Сосно́вка — деревня в Горьковском районе Омской области. Входит в Георгиевское сельское поселение.

## История
Основана в 1776 году. В 1928 г. состояла из 36 хозяйств, основное население — русские. В составе Богдановского сельсовета Бородинского района Омского округа Сибирского края.

## Население
| 2002 | 2010 | 2021 |
| ---- | ---- | ---- |
| 30   | ↘18  | ↘7   |